# Izoterma
Izoterma je čára, která spojuje body na mapě, které mají stejnou teplotu. Proto všechny body, kterými izoterma prochází, mají v uvedeném čase stejnou teplotu. Izoterma při 0 °C se nazývá úroveň mrazu. Termín zavedl pruský geograf a přírodovědec Alexander von Humboldt, který v rámci svého výzkumu geografického rozšíření rostlin publikoval v Paříži v roce 1817 první izotermální mapu.[zdroj⁠?!]